# جبال تهامة
جبال تهامة هي مجموعة من الجبال المتفرقة والواقعة في الجزء الغربي ضمن إقليم تهامة بين السعودية واليمن وقد ذكرت في الاشعار العربية القديمة ومن امثلتها بيت عنترة بن شداد:
وهي تختلف جغرافيا عن سلسلة جبال السروات.

## التضاريس
يتراوح ارتفاع جبال تهامة بين 1000 إلى 3000 متر فوق مستوى سطح البحر، وهي تلال وجبال نشأت نتيجة للانكسارات السلَّمية التي صاحبت حركة انفصال شبه الجزيرة العربية عن أفريقيا.

## أشهر جبال تهامة
من أشهر جبال تهامة:
جبل العريف في جازان الذي يصل ارتفاعه إلى 2632 متر فوق مستوى سطح البحر وجبل ضرم الذي يصل ارتفاعه إلى 2200 متر فوق مستوى سطح البحر في بلاد بللسمر وجبل مصيدة الذي يصل ارتفاعه إلى 1716 متر فوق سطح البحر وجبل وقر في يلملم 1793 متر
وجبل ثربان 1746 متر فوق مستوى سطح البحر وجبل نيس وجبل شدا الأعلى 2202 متر فوق مستوى سطح البحر وجبل شدا الأسفل 1513 متر فوق مستوى سطح البحر وجبل الناطف 2158 متر فوق مستوى سطح البحر وجبل الطارقي في مكة المكرمة والذي يبلغ ارتفاعه 900 متر فوق مستوى سطح البحر، وجبل ضجنان بين مكة والمدينة، وجبل ثافل قرب المدينة المنورة، وجبل العرج الذي بين مكة والمدينة.

## جبال تهامة في السيرة النبوية
- أشار النبي محمد لجبال تهامة بقوله: «لأعلمن أقواما من أمتي يأتون يوم القيامة بحسنات أمثال جبال تهامة بيضاء، فيجعلها الله هباء منثورا».[6]
- كان النبي محمد ذاتَ يومٍ، وجبريل على الصَّفا، فقال رسولُ اللهِ صلَّى اللهُ عليه وسلَّم:«يا جبريلُ والَّذي بعثك بالحقِّ ما أمسَى لآلِ محمَّدٍ سَفَّةٌ من دقيقٍ ولا كفٌّ من سَويقٍ» فلم يكُنْ كلامُه بأسرعَ من أن سمِعَ هدَّةً من السَّماءِ أفزعته فقال رسولُ اللهِ:«أمر اللهُ القيامةَ أن تقومَ ؟» قال: «لا ولكن أمر إسرافيلَ، فنزل إليك حين سمِع كلامَك»، فأتاه إسرافيلُ فقال: «إنَّ اللهَ سمِع ما ذكرتَ، فبعثني إليك بمفاتيحِ خزائنِ الأرضِ، وأمرني أن أعرِضَ عليك أن أُسيِّرَ معك جبال تهامةَ زمرُّدًا وياقوتًا وذهبًا وفضَّةً فعلتُ، فإن شئتَ نبيًّا ملِكًا، وإن شئتَ عبدًا نبيًّا»، فأومأ إليه جبريلُ أن تواضَعْ، فقال: «بل نبيًّا عبدًا ثلاثًا».[7]

## وصلات خارجية
- الجمعية الجغرافية السعودية
- أطلس المملكة العربية السعودية